# 矢大臣山
矢大臣山（やだいじんやま）は、福島県田村市、小野町、いわき市の境界にそびえる山。標高965m。うつくしま百名山に選定されている。いわき市最高峰でもある。

## 概要
阿武隈高地の中部に位置し、山頂周辺は広場になっており、広く芝が張られ、春はヤマツツジやアズマギクが自生している。また、山頂直下には大きな展望台もあり、阿武隈山系の山々とその麓に広がる大パノラマを楽しむことができる。眺望は遠く太平洋まで一望でき、大滝根山、蓬田岳など、阿武隈の名山が見渡せる一方で、アンテナ郡が目障りな一面もある。二等三角点と小さな祠は一番北にある。

## 登山ルート
登山口は湯沢登山口（小野町）・小白井登山口（いわき市）があり、それぞれ1時間20分ほどで山頂に辿り着ける。
登山道にはブナなどの広葉樹が広がり、森林浴やトレッキングにも最適で、春から秋にかけて多くの登山者が訪れる。

## ギャラリー

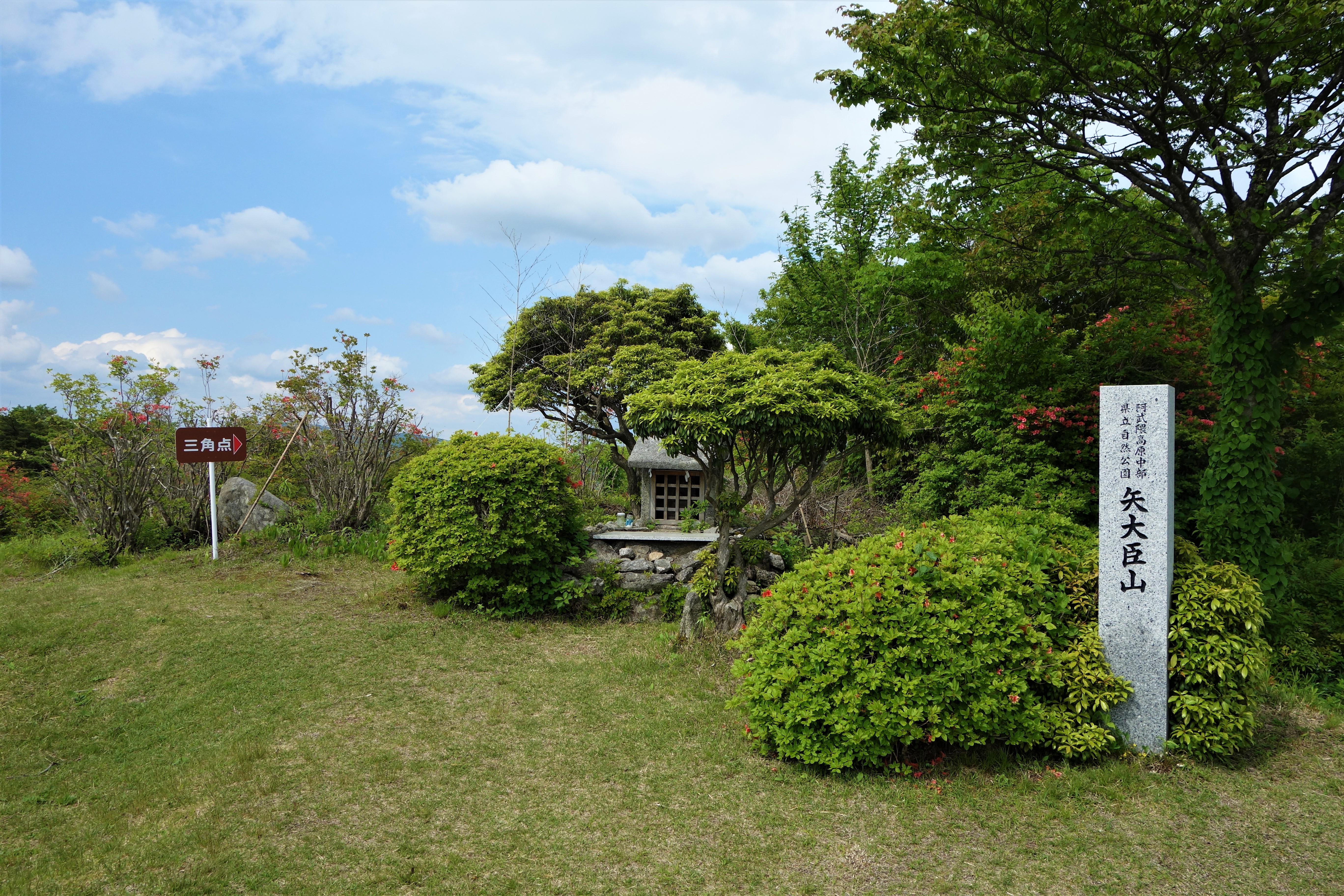
矢大臣山山頂
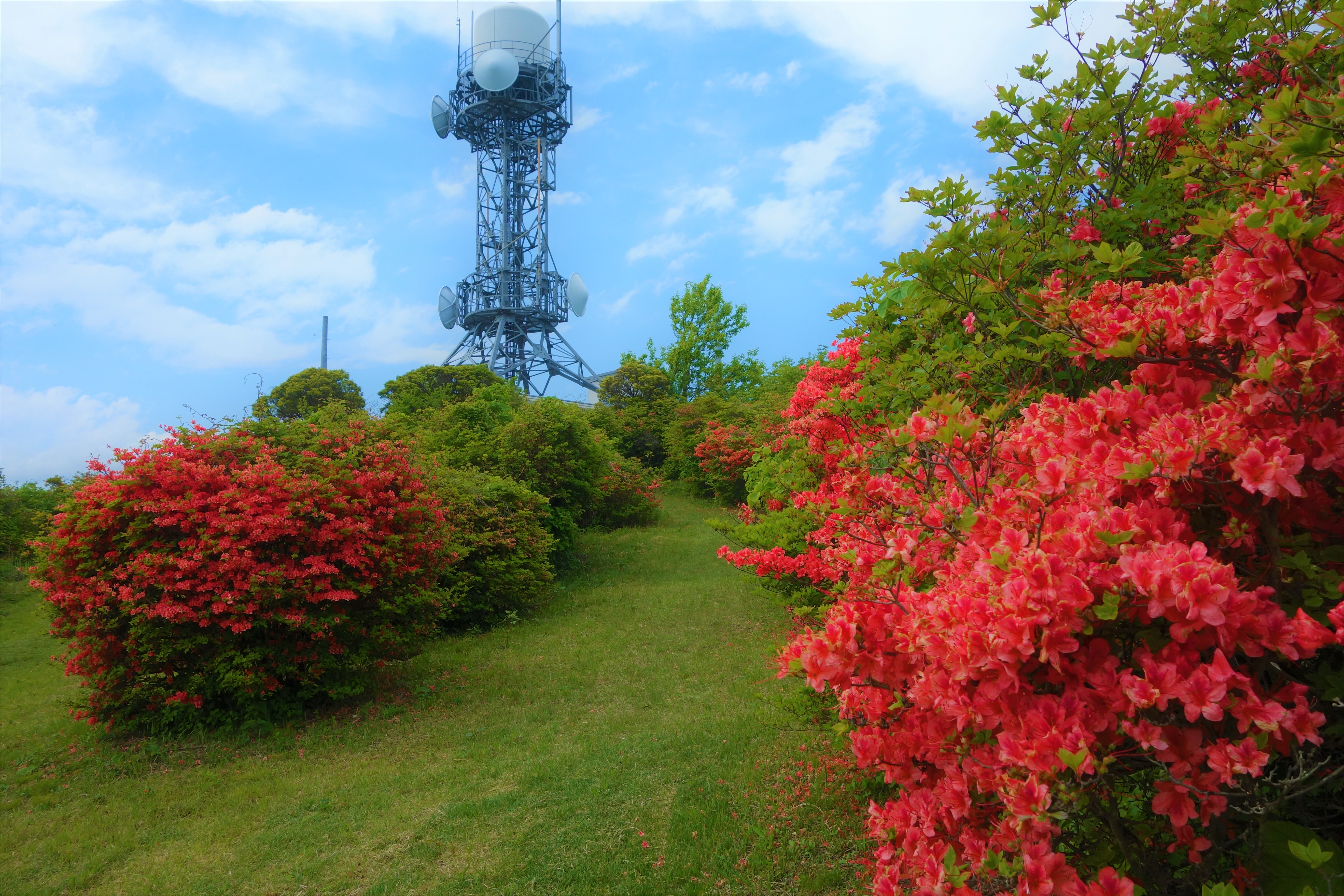
矢大臣山のヤマツツジ
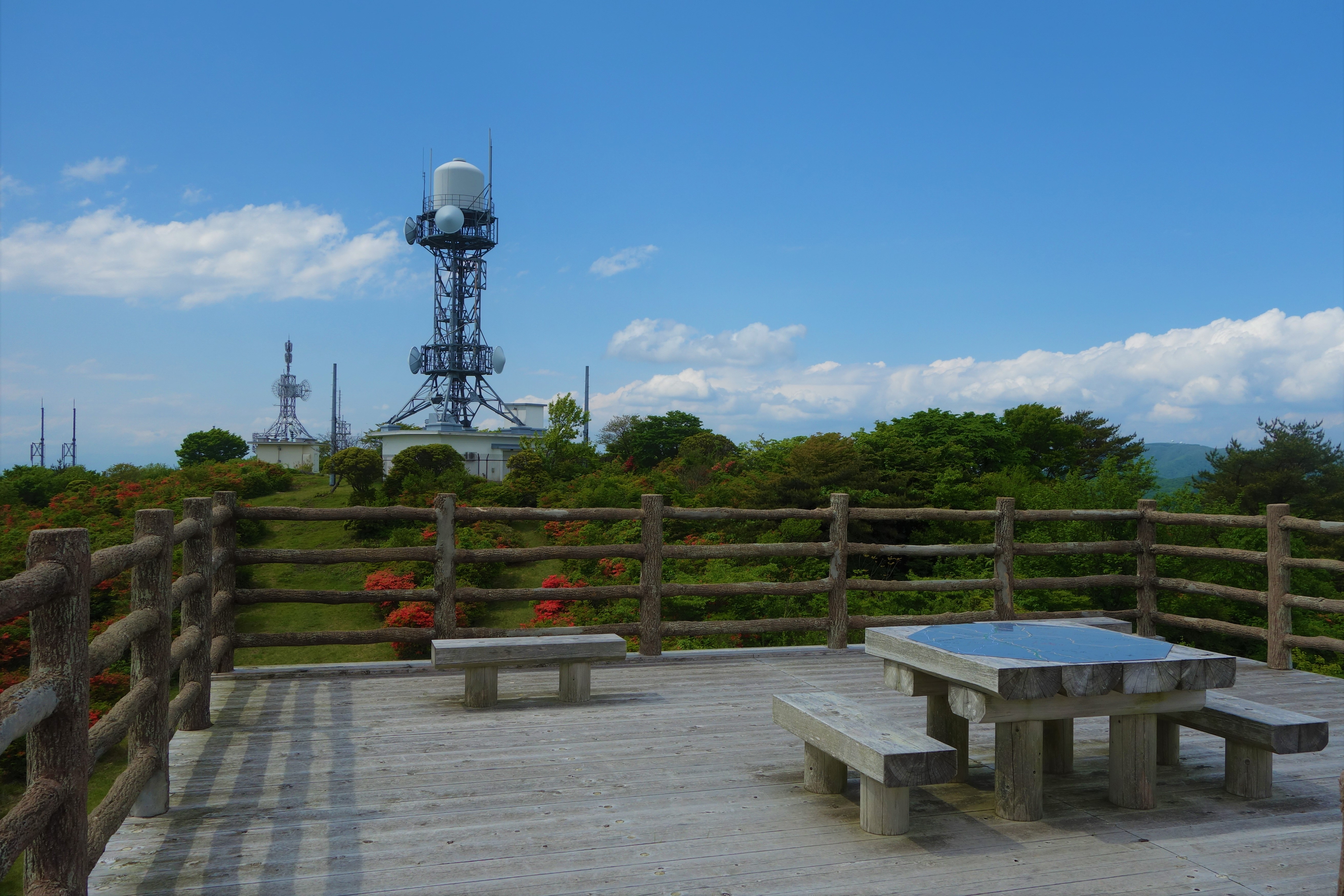
矢大臣山の展望台にて
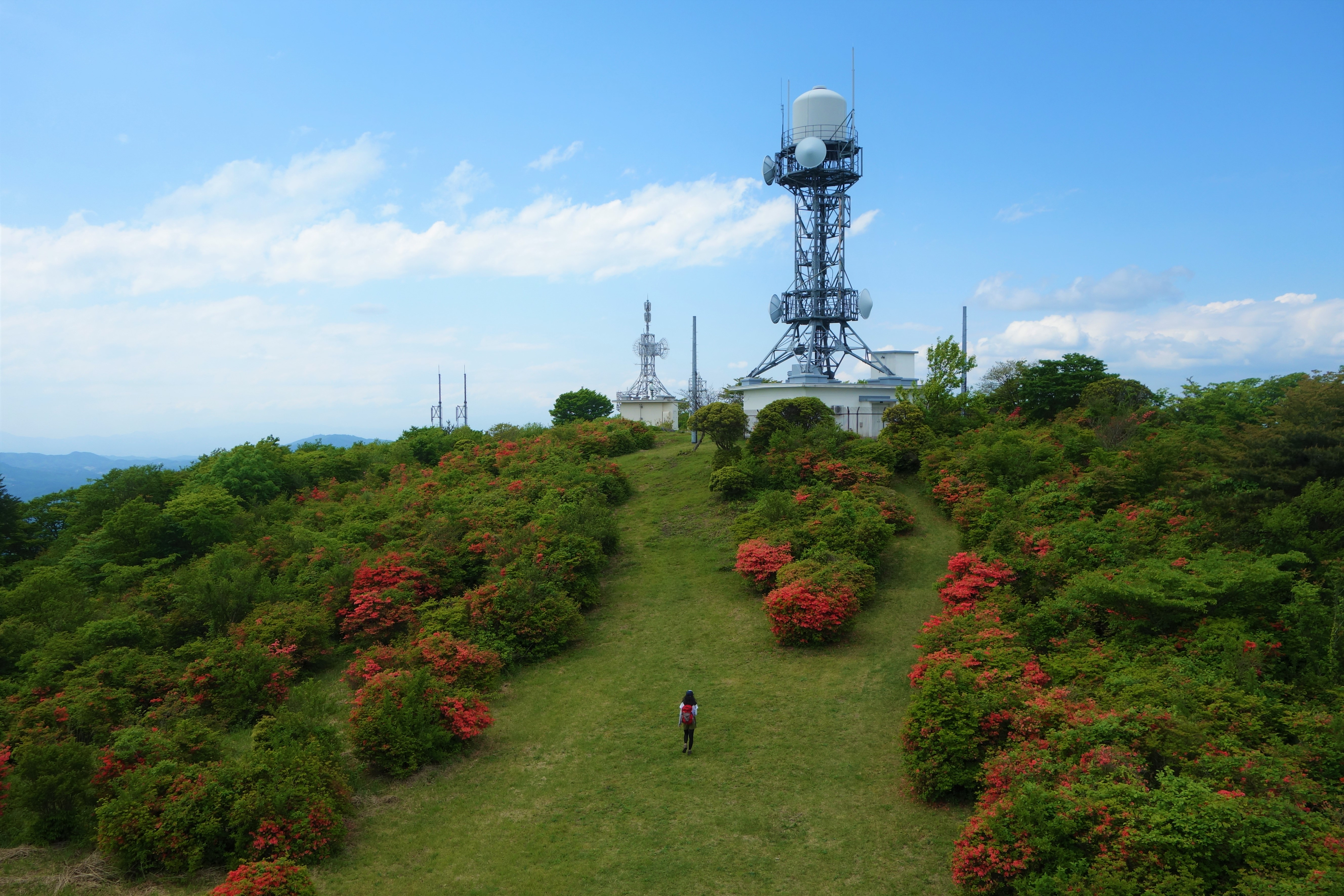
展望台から北面のアンテナ群
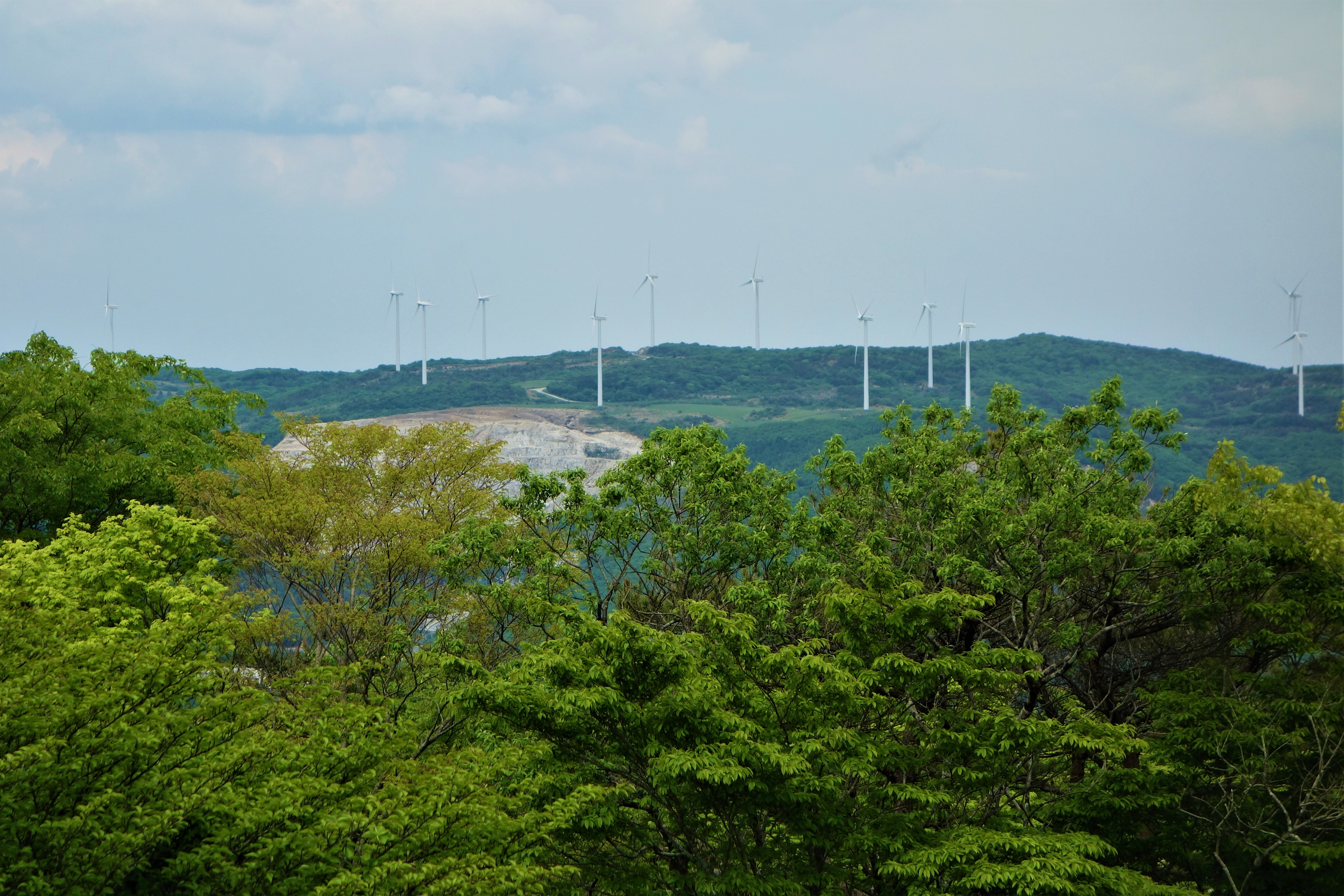
北東の滝根小白井ウインドファーム
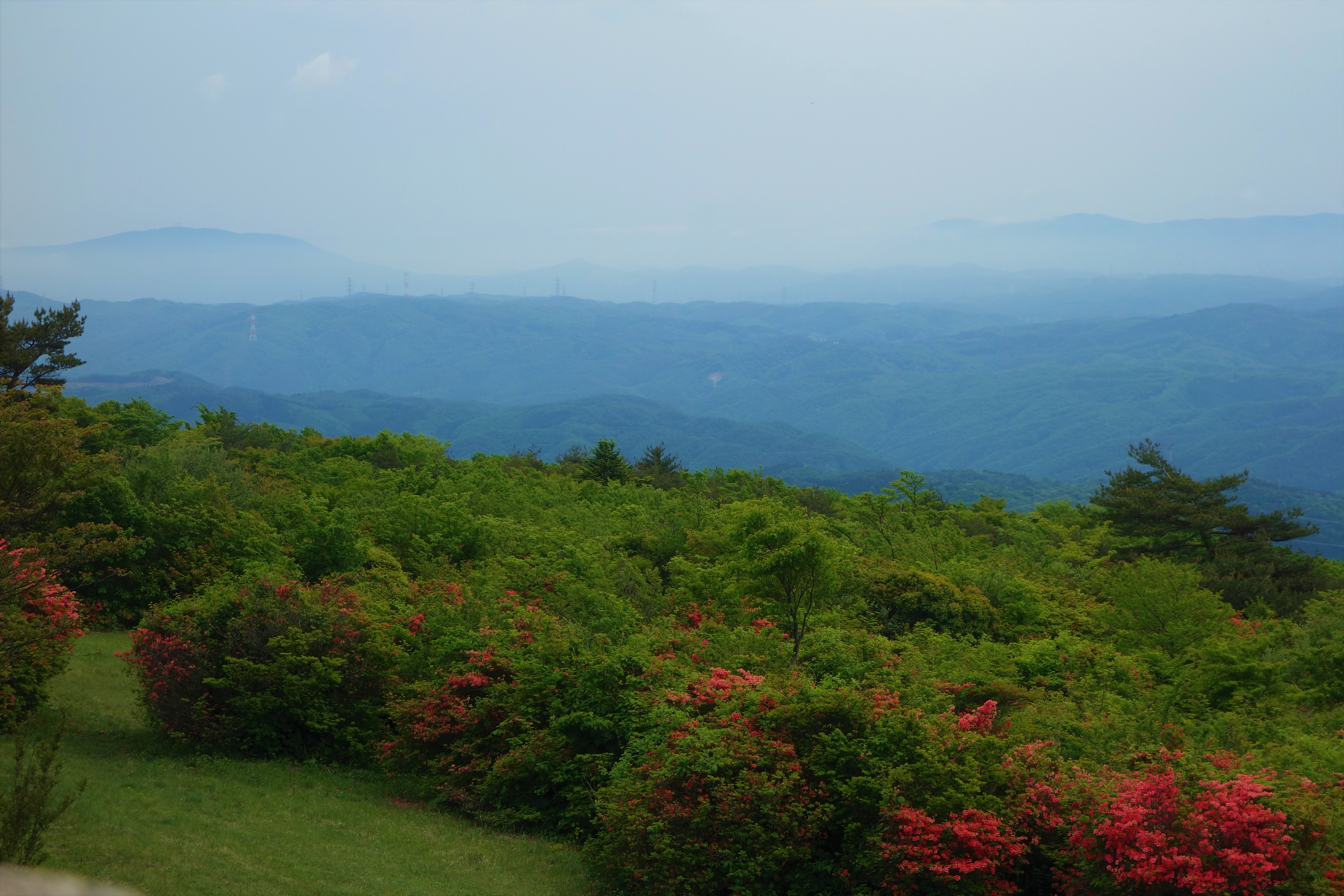
展望台からいわき市方面と湯ノ岳

## 外部サイト
- 小野町産業振興課 - 福島県小野町ホームページ